# Charles Émile Blanchard

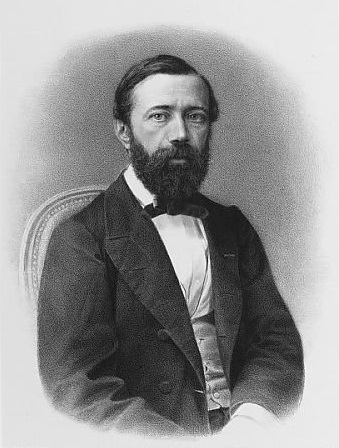
Émile Blanchard

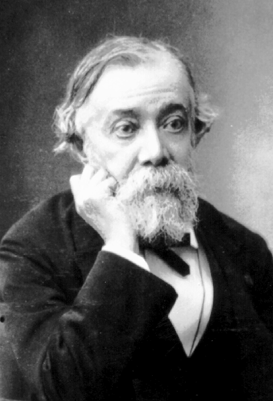
Émile Blanchard

Charles Émile Blanchard (Parijs, 6 maart 1819 – aldaar, 11 februari 1900) was een Frans entomoloog en ichtyoloog.

## Jeugd
De vader van Émile Blanchard was een kunstenaar en hield zich bezig met natuurgeschiedenis. Toen Émile 14 jaar was, nam Jean Victoire Audouin hem mee naar het Muséum national d'histoire naturelle in Parijs.

## Museum
In 1838 werd Blanchard preparateur aan dit instituut. In 1841 werd hij er assistent-natuuronderzoeker. Hij vergezelde Henri Milne-Edwards en Jean Louis Armand de Quatrefages de Breau op hun expeditie naar Sicilië met de Santa Rosalia voor onderzoek over mariene biologie. In 1845 publiceerde hij zijn Histoire des insectes over de geschiedenis, gewoonten en instincten van insecten. In 1854 publiceerde hij zijn Zoologie agricole met illustraties door zijn vader, dat de schadelijke dieren beschreef met de schade die zij aan de gewassen aanrichten.

## Leerstoel
Vanaf 1852 publiceerde hij een anatomische atlas van de gewervelden. Hij hoopte daarmee de leerstoel vissen en reptielen van de overleden Auguste Duméril te krijgen, maar het museum koos Léon Vaillant. In 1862 kreeg hij de leerstoel kreeftachtigen, spinachtigen en insecten. In 1862 werd hij lid van de Académie des Sciences.

## Blind
Na 1860 ging zijn zicht achteruit. In 1870 publiceerde hij les Animaux disparus depuis les âges historiques over soorten die door overbejaging uitgeroeid waren. In 1880 publiceerde hij Les poissons des eaux douces de la France over zoetwatervissen in Frankrijk. In 1890 was hij blind.
- Bibsys: 13036925
- Biblioteca Nacional de España: XX5734138
- Bibliothèque nationale de France: cb12365442f (data)
- Catàleg d'autoritats de noms i títols de Catalunya: 981058529988106706
- CiNii: DA1650830X
- Stuttgart Database of Scientific Illustrators 1450–1950: 369
- Gemeinsame Normdatei: 11760593X
- International Standard Name Identifier: 0000 0000 7326 5537
- Library of Congress Control Number: no96027390
- Base Léonore: LH//251/19
- Nationale Bibliotheek van Tsjechië: uk2007357166
- Nationale bibliotheek van Australië: 35598818
- Nationale Bibliotheek van Polen: a0000001137073
- Nederlandse Thesaurus van Auteursnamen: 118643576
- Réseau des bibliothèques de Suisse occidentale: 02-A003012159
- SNAC: w6tj0gvs
- Système universitaire de documentation: 032668708
- Trove: 1009732
- Virtual International Authority File: 24679868
- WorldCat: E39PBJrWFXP7RPQqmGHQGgx7HC